# Lý Quỹ (Sơ Đường)
Lý Quỹ (giản thể: 李轨; phồn thể: 李軌; bính âm: Lǐ Gǔi, ? - 619), tên tự Xử Tắc (處則), là hoàng đế của nước Lương thời Tùy mạt Đường sơ. Ông cai quản vùng lãnh thổ ở bờ tây Hoàng Hà thuộc tỉnh Cam Túc ngày nay. Năm 618, ông từng có ý định quy hàng Đường Cao Tổ Lý Uyên, song cuối cùng đã không làm như vậy. Năm 619, hạ thần triều Đường là An Hưng Quý (安興貴) đã giả vờ đến chỗ Lý Quỹ đầu hàng, và sau đó tiến hành nổi dậy, Lý Quỹ bị đánh bại và bị đưa đến chỗ Đường Cao Tổ, kết cục bị xử tử.

## Xưng vương
Lý Quỹ xuất thân từ quận Vũ Uy (武威, nay thuộc Vũ Uy, Cam Túc), là một tư mã tại địa phương. Gia đình ông giàu có song ông đã dùng tiền bạc để cứu tế cho những người nghèo nàn túng thiếu, do đó có được tiếng tốt trong vùng. Ông cũng được mô tả là thích đọc các thư tịch và có tài tranh luận cũng như ra kế sách. Vào mùa hè năm 617, khi Tiết Cử nổi dậy chống lại triều đình Tùy tại Kim Thành (金城, nay thuộc Lan Châu, Cam Túc), Lý Quỹ và những người cùng quận gồm Tào Trân (曹珍), Quan Cẩn (關謹), Lương Thạc (梁碩), Lý Uân (李贇), và An Tu Nhân (安修仁) đã thảo luận về khả năng cũng nổi dậy chống Tùy, biện luận rằng họ lo sợ Tiết Cử sẽ cướp phá Vũ Uy mà không có ai chống lại, còn các quan lại triều Tùy tại địa phương thì không có khả năng làm như vậy. Họ quyết định hành động, và đến khi quyết định vị trí thủ lĩnh, Tào Trân đã nói về lời tiên tri "Lý thị đương vương", vì thế họ đã tôn Lý Quỹ làm chúa.
Vào mùa thu năm 617, Lý Quỹ lệnh cho An Tu Nhân tập hợp các tù trưởng người Hồ (Hung Nô), còn bản thân ông tập hợp các gia đình danh giá người Hán, họ cùng nhau nổi dậy, bắt giữ các quan lại triều Tùy là Tạ Thống Sư (謝統師) và Vi Sĩ Chính (韋士政). Lý Quỹ xưng là "Hà Tây Đại Lương Vương," đặt niên hiệu là An Lạc, xây dựng cấu trúc chính quyền theo mô hình của triều đình Tùy Văn Đế. Quan Cẩn đề xuất giết chết các quan lại triều Tùy và phân chia gia sản của họ, song Lý Quỹ đáp lại: "Các người buộc ta làm chúa, vì thế cần nghe theo phân xử của ta. Nghĩa binh nổi dậy là để cứu giúp người dân. Nay nếu sát nhân thủ vật, thì sẽ trở thành cuồng tặc. Lập kế như vậy thì mong làm được việc gì đây?". Lý Quỹ mời Tạ Thống Sư và Vi Sĩ Chính đến, tương ứng phong cho họ chức thái bộc khanh và thái phủ khanh. Tướng Tây Đột Quyết là A Sử Na Khám Độ (阿史那闞度), tự xưng là khả hãn, cùng hơn hai nghìn kị binh cũng đến hàng Lý Quỹ.
Sau đó, Tiết Cử phái bộ tướng Thường Trọng Hưng (常仲興) vượt Hoàng Hà tiến đánh Lý Quỹ. Lý Quỹ đã phái Lý Uân suất quân chống lại Thường Trọng Hưng, kết quả là quân Lương chiến thắng, chém được 2.000 thủ cấp, bắt được toàn bộ số quân Tần còn lại. Lý Quỹ muốn phóng thích các tù binh Tần, song Lý Uân phản đối vì cho rằng họ sẽ về với Tiết Cử và lại tiến đánh Hà Tây, Lý Uân đề xuất giết hết toàn bộ số tù binh này. Lý Quỹ đáp lại: "Nếu đã có Thiên mệnh, ta sẽ tự mình bắt giữ chúa của họ, cái lũ sĩ tốt ấy, cuối cùng sẽ là của ta. Còn nếu như sự bất thành, cầm giữ chúng đâu có ích gì.", và phóng thích cho họ. Không lâu sau Lý Quỹ tiếp tục công hãm bốn quận: Trương Dịch (張掖, nay gần tương ứng với Trương Dịch, Cam Túc), Đôn Hoàng (敦煌, nay gần tương ứng với Đôn Hoàng, Cam Túc), Tây Bình (西平, nay gần tương ứng với Tây Ninh, Thanh Hải), và Phu Hãn (枹罕, nay gần tương ứng với Lâm Hạ, Cam Túc), kiểm soát năm quận Hà Tây [tức bờ Tây thượng du Hoàng Hà]. Mặc dù sau đó A Sử Na Khám Độ tiến hành nổi dậy, song Lý Quỹ đã có thể đánh bại và tiêu diệt vị khả hãn tự xưng này.
Đường Cao Tổ Lý Uyên lập ra triều Đường vào mùa xuân năm 618, và nay muốn liên minh với Lý Quỹ để tiến công Tiết Nhân Cảo, vì Đường Cao Tổ đã phái sứ giả đến chỗ Lý Quỹ, trong thư gọi Lý Quỹ là "tụng đệ" (em họ). Lý Quỹ rất phấn khích và đã phái đệ là Lý Mậu (李懋) đến kinh thành Trường An của triều Đường để yết kiến Đường Cao Tổ, dâng sản vật địa phương. Đường Cao Tổ đã phong cho Lý Mậu làm đại tướng quân, cho về Lương. Đường Cao Tổ còn lệnh cho Hồng Lư thiếu khanh Trương Hầu Đức (張俟德) đến Vũ Uy để phong chức Lương châu tổng quản, phong tước Lương vương cho Lý Quỹ. Tuy nhiên, trước khi Trương Hầu Đức có thể đến lãnh địa của Lý Quỹ, Lý Quỹ đã xưng là Thiên tử-Lương Đế vào mùa đông năm 618. Lý Quỹ phong cho nhi tử Lý Bá Ngọc (李伯玉) làm thái tử.

## Làm hoàng đế
Tuy nhiên, sau khi Lý Quỹ xưng đế thì việc cai quản của ông lại trở nên xấu đi. Thoạt đầu, ông tin tưởng Lương Thạc, phong làm mưu chủ vì đánh giá Lương Thạc là người có trí lược. Tuy nhiên, khi Lương Thạc nhận thấy rằng các tù trưởng người Hồ ngày càng mạnh lên, ông ta đã thỉnh Lý Quỹ hạn chế quyền lực của họ, vì thế mà kết oán với Hộ bộ thượng thư An Tu Nhân (người lãnh đạo của các tù trưởng người Hồ). Hơn thế nữa, khi nhi tử của Lý Quỹ là Lý Trọng Diễm (李仲琰) đến thăm Lương Thạc thì lại không được Lương Thạc tôn trọng. Lý Trọng Diễm ôm hận trong lòng nên đã cùng với An Tu Nhân cáo buộc Lương Thạc có ý muốn làm phản, vì thế Lý Quỹ đã cho giết Lương Thạc.
Cũng trong khoảng thời gian này, một pháp sư người Hồ nói với Lý Quỹ rằng Thượng đế đang sai khiến ngọc nữ giáng trần, Lý Quỹ vì thế đã cho xây đài để đón ngọc nữ, chi phí tốn kém, khiến bách tính gặp họa. Hơn nữa, đế chế của Lý Quỹ khi đó đang xảy ra nạn đói, và Tào Trân đề xuất phát chẩn cứu tế cho dân đói. Tuy nhiên, Tạ Thống Sư lại nói với Lý Quỹ rằng những người bị đói đều yếu ớt và không nên phung phí lương thực. Lý Quỹ nghe theo và từ chối cứu đói, khiến ông mất đi sự ủng hộ của người dân.
Vào mùa xuân năm 619, Trương Hầu Đức đến lãnh địa của Lương, lúc này quân Đường đã tiêu diệt được Tiết Nhân Cảo. Lý Quỹ khi nghe được chiếu chỉ của Đường Cao Tổ đã thể hiện rằng mình sẵn sàng chấp thuận. Tào Trân không đồng ý, đề xuất rằng Lý Quỹ không nên tự mình quy phục Đường, mà thay vào đó, nếu muốn quy phục, ông nên làm theo cách của Tây Lương Tuyên Đế dùng khi xưa với triều Bắc Chu, đó là tiếp tục giữ tước hiệu hoàng đế, song đồng thời cũng xưng thần. Lý Quỹ chấp thuận, phái Đặng Hiểu (鄧曉) đến Trường An, còn ông trong khi tuyên bố quy phục Đường Cao Tổ, song lại xưng "Hoàng tụng đệ - Đại Lương hoàng đế - thần Quỹ". Đường Cao Tổ tức giận và tống giam Đặng Hiểu, hoàng đế triều Đường cũng bắt đầu thảo luận về việc tiến đánh Lý Quỹ. Lý Quỹ phái sứ giả đến cầu hòa với Bồ Tát Bát khả hãn Mộ Dung Phục Doãn của Thổ Dục Hồn, đề xuất phóng thích Mộ Dung Thuận (nhi tử của Mộ Dung Phục Doãn, bị triều Tùy giam giữ từ trước). Mộ Dung Phục Doãn hài lòng và tiến công Lương theo chỉ dẫn của Đường, khiến Lý Quỹ suy yếu.

## Bị đánh bại và qua đời
Vào mùa hè năm 619, anh của An Tu Nhân là An Hưng Quý (安興貴), khi đó đang phụng sự cho triều Đường tại Trường An, đã dâng biểu thỉnh được đến Lương châu chiêu úy Lý Quỹ. An Hưng Quý còn bẩm với Đường Cao Tổ về kế hoạch của mình mà theo đó, thoạt đầu sẽ cố thuyết phục Lý Quỹ, song nếu Lý Quỹ từ chối thì sẽ nổi dậy lật đổ Lý Quỹ. Đường Cao Tổ chấp thuận với kế hoạch của An Hưng Quý.
Khi An Hưng Quý đến Vũ Uy, người này được Lý Quỹ phong chức 'tả hữu vệ đại tướng quân'. An Hưng Quý cố gắng thuyết phục Lý Quỹ quy phục triều Đường và dâng lãnh thổ của ông cho triều Đường. Lý Quỹ khước từ vì tin rằng ông có thể phòng thủ kháng cự lại Đường. An Hưng Quý sau đó đã lập mưu với An Tu Nhân, họ đã tập hợp người Hồ tấn công Lý Quỹ. Lý Quỹ không thể chống cự nổi, bèn rút vào trong thành Vũ Uy. An Hưng Quý bao vây Vũ Uy, trong khi kêu gọi người dân đầu hàng. Người dân Vũ Uy lũ lượt ra đầu hàng An Hưng Quý. Lý Quỹ thấy tình thế trở nên vô vọng nên đã cùng thê tử đi lên đài đón ngọc nữ mà tổ chức một bữa tiệc biệt ly. An Hưng Quý sau đó tiến vào thành và bắt giữ Lý Quỹ, giải ông đến Trường An. Đường Cao Tổ cho xử tử Lý Quỹ cùng các hoàng đệ và hoàng tử.